# ОШ „Живомир Савковић” Ковачевац
ОШ „Живомир Савковић” Ковачевац, насељеном месту на територији градске општине Младеновац, основана је 1835. године.
Данашња школска зграда саграђена је 1969. године. Поседује пространу библиотеку која располаже литературом која може да одговори потребама наставника и ученика.
Поред централне зграде у саставу је и школа у Доњем крају, као четворогодишња школа, саграђена 1957. године. Школа се састоји од две учионице у којима се обавља комбинована настава, канцеларија, тоалета и учитељског стана.